# Международный день биологического разнообразия
Международный день биологического разнообразия (на других официальных языках ООН: англ. International Day for Biological Diversity, араб. اليوم الدولي للتنوع البيولوجي, ‎исп. Día Internacional de la Diversidad Biológica, кит. 生物多样性国际日, фр. Journée internationale de la diversité biologique
) — отмечается ежегодно 22 мая начиная с 2001 года.
Этот Международный день был провозглашён Генеральной Ассамблеей ООН (ГА ООН) в 1995 году в специальной резолюции (№ A/RES/49/119) на основе рекомендации Конференции сторон Конвенции о биологическом разнообразии (КБР), которая состоялась в 1992 году. В резолюции была установлена дата Международного дня — 29 декабря, день вступления Конвенции в силу. Но в дальнейшем ГА ООН перенесла Международный день биологического разнообразия на 22 мая — день подписания Конвенции (резолюция № A/RES/55/201). Целью переноса, сделанного по рекомендации Конференции участников Конвенции 2000 года, было привлечение большего внимания к этому мероприятию.
Регулярно публикуются послания Генерального секретаря ООН по случаю Международного дня биологического разнообразия. В послании 2005 года, в частности, сказано, что биоразнообразие это фактор, на котором основывается устойчивое развитие и который обеспечивает защиту общества от последствий непредвиденных потрясений.

## Тема дня
- 2021 год — «Мы часть решения #ForNature»
- 2020 год — «Наши решения для природы»
- 2019 год — «Наше Биоразнообразие, Наша Еда, наше Здоровье»
- 2018 год — «Празднование 25-летия деятельности в области биоразнообразия»
- 2017 год — «Биоразнообразие и устойчивый туризм»
- 2016 год — «Актуализация тематики биоразнообразия, поддержание жизни людей и их источников средств к существованию»
- 2015 год — «Биоразнообразие для целей устойчивого развития»
- 2014 год — «Биоразнообразие островов»
- 2013 год — «Вода и биоразнообразие»
- 2012 год — «Биоразнообразие морей»
- 2011 год — «Биоразнообразие лесов»
- 2010 год — «Биоразнообразие для нужд развития и облегчения бремени нищеты»
- 2009 год — «Захватнические чуждые виды»
- 2008 год — «Биоразнообразие и сельское хозяйство»
- 2007 год — «Изменение климата и биологическое разнообразие»
- 2006 год — «Защитить биоразнообразие в засушливых районах»
- 2005 год — «Биоразнообразие: страхование жизни в нашем меняющемся мире»
- 2004 год — «Биоразнообразие: продовольствие, вода и обеспечение здоровья для всех»
- 2003 год — «Биоразнообразие и борьба с нищетой — вызовы для устойчивого развития»
- 2002 год — «Предназначенный для биоразнообразия лесов»